# Сканделла, Марко
Ма́рко Сканде́лла (англ. Marco Scandella; 23 февраля 1990, Монреаль, Квебек, Канада) — канадский хоккеист.

## Статистика
| Легенда | Легенда                    | Легенда | Легенда                   | Легенда | Легенда    |
| ------- | -------------------------- | ------- | ------------------------- | ------- | ---------- |
| И       | Количество проведённых игр | Штр     | Штрафное время            | +/−     | Плюс-минус |
| Г       | Голы                       | П       | Голевые передачи          | О       | Очки       |
| -       | Статистика неизвестна      | —       | Статистика не учитывалась |         |            |

## Достижения

### Командные
Международные
| Год  | Команда         | Достижение                                    | Достижение |
| ---- | --------------- | --------------------------------------------- | ---------- |
| 2008 | Канада (юниор.) | Победитель юниорского чемпионата мира         |            |
| 2010 | Канада (мол.)   | Серебряный призёр молодёжного чемпионата мира |            |